# Bob Essensa
Robert Earle "Bob" Essensa, född 14 januari 1965, är en kanadensisk före detta professionell ishockeymålvakt som tillbringade tolv säsonger i den nordamerikanska ishockeyligan National Hockey League (NHL), där han spelade för ishockeyorganisationerna Winnipeg Jets, Detroit Red Wings, Edmonton Oilers, Phoenix Coyotes, Vancouver Canucks och Buffalo Sabres. Han släppte in i genomsnitt 3,15 mål per match och hade en räddningsprocent på .895 samt 18 SO (inte släppt in ett mål under en match) på 446 grundspelsmatcher.
Han draftades i fjärde rundan i 1983 års draft av Winnipeg Jets som 69:e spelare totalt.
Essensa har varit målvaktstränare för NHL–organisationen Boston Bruins och deras primära samarbetspartner Providence Bruins i AHL sedan 2003.